# Sporothrix guttuliformis
Sporothrix guttuliformis är en svampart som beskrevs av de Hoog 1978. Sporothrix guttuliformis ingår i släktet Sporothrix och familjen Ophiostomataceae.   Inga underarter finns listade i Catalogue of Life.